# Herman Rarebell
Herman Rarebell (Hüttersdorf, 18 novembre 1949) è un batterista tedesco, all'anagrafe Hermann Erbel, è noto per essere stato membro della band Scorpions.
Herman rimase nel gruppo dal 1977 al 1995.

## Biografia
Herman fu fondamentale per gli
Scorpions perché insieme agli altri membri della band scrisse canzoni tra le quali Another Piece of Meat, Falling in Love, Rock You Like a Hurricane, Dynamite, Blackout, Arizona, Bad Boys Running Wild, Don't Stop at the Top, Tease Me Please Me.
Nel 1981, pur militando negli Scorpions, pubblicò un album solista dal titolo Nip in the Bud. Un secondo album solista, intitolato Herman Ze German and Friends, fu pubblicato tre anni dopo, e vide la partecipazione di amici e ospiti illustri come Don Dokken, Great White, Ratt.
Nel 2007 ha pubblicato il suo terzo album I'm Back, mentre nel 2008 è stata pubblicata la raccolta My Life as a Scorpion.
È l'attuale presidente dell'etichetta discografica Monaco Records, che ha egli stesso fondato nel maggio 1995 dopo aver abbandonato gli Scorpions.
Nel 2006 al festival Wacken open air in Germania gli Scorpions si sono riuniti e come ospiti speciali ci furono Herman Rarebell e Ulrich Roth.

## Discografia

### Solista
- Nip in the Bud (1981)
- Herman Ze German and Friends (1985)
- I'm Back (2007)
- My Life as a Scorpion (2008)

### Con gli Scorpions
- Taken by Force (1977)
- Lovedrive (1979)
- Animal Magnetism (1980)
- Blackout (1982)
- Love at First Sting (1984)
- Savage Amusement (1988)
- Crazy World (1990)
- Face the Heat (1993)